# Moderador (Internet)
Un moderador de Internet se encarga de revisar las actividades, por así decirlo, de los otros miembros del sitio o foro de Internet. Generalmente, los moderadores suelen ser nombrados por un administrador. Los moderadores pueden ser denominados a veces "mods", abreviando la palabra "moderadores".
Es el administrador quien debe pensar en los aspectos que influyen en el nombramiento de moderadores en el foro. En los foros pequeños o fundados por grupos de amigos o conocidos, los criterios seguidos a la hora de asignar moderadores al foro pueden variar, y de hecho es común que los moderadores en este tipo de foros sean personas de confianza del administrador. Por otro lado, los foros grandes o influyentes en la red suelen tener más reservas a la hora de dar privilegios de moderador a los usuarios.
Los moderadores no cobran nada, hacen su trabajo por labor social y ayuda hacia los demás.
Los criterios seguidos a la hora de nombrar moderadores suelen ser los siguientes:
- Conocimiento del tema a moderar: Es habitual que se nombren moderadores que sean expertos o que dominen claramente la temática del foro o subforo que vayan a moderar. Así, el moderador podrá mediar más fácilmente discusiones creadas en torno a aspectos avanzados de una temática.

- Aportaciones al foro: Cuando un usuario escribe posts de calidad habitualmente, o contenidos interesantes, aporta nueva información o ayuda a otros usuarios de modo regular, se le pueden llegar a otorgar privilegios de moderación por su demostrado interés por el foro y por mejorarlo.

- Buena actitud con los demás: Un moderador debe mostrarse amable con todo el mundo aunque no tenga que necesariamente simpatizar con otros usuarios del foro. Un usuario conflictivo nunca será nombrado moderador ya que sería incapaz de llevar a cabo la labor que se pretende. Por eso, los usuarios que reciben privilegios de moderador suelen tener actitudes correctas y de respeto hacia todos los usuarios.

- Frecuencia de conexión al foro: Es importante también que los moderadores sean usuarios habituales del foro, que no lo dejen desatendido durante mucho tiempo. Así, es habitual presenciar ceses de moderación a usuarios que han abandonado por largos periodos de tiempo el foro que moderaban.

- Confianza: El usuario que aspira a ser moderador debe ser una persona en la que se pueda confiar, pues cuando alcance el puesto podrá realizar labores importantes que podrían alterar gravemente el buen rumbo de un foro. Por ello, los usuarios deben haber demostrado que se puede confiar en ellos.

- "Enchufe": Suele darse sobre todo en foros fundados por grupos de amigos. Simplemente el moderador es el "colega" del administrador. Esto no siempre es beneficioso ya que el moderador puede, desde no saber ejercer su labor, a ejercerla mal, con los efectos negativos que esto conlleva.

## Labores del moderador
Aunque dependen casi exclusivamente de la normativa vigente en el foro, las labores que los moderadores realizan suelen ser las siguientes:

### Orden de mensajes e hilos de conversación
En casi todos los software de foros, los moderadores tienen la capacidad directa de forzar el orden en el foro.
Pueden colocar temas de conversación en sus foros correspondientes. Por poner un ejemplo, si un moderador ve un tema de videojuegos en un foro de botánica, la acción que se llevará a cabo será mover dicho tema al subforo de videojuegos. Y en el caso de no haber tal foro y si las normas lo establecen, el moderador podrá cerrar el tema o incluso eliminarlo ya que no tiene nada que ver con la temática tratada en el foro.
Por otro lado, enviar varios mensajes seguidos sin que nadie responda al anterior mensaje que hemos enviado suele estar prohibido. Los moderadores pueden juntar todos los mensajes enviados para que quede como resultado un único mensaje que contenga todo lo que se ha escrito en mensajes separados.
Además si los mensajes que envían los usuarios están equivocados o no tienen que ver con el tema tratado, el moderador puede, a su juicio, editar dichos mensajes o avisar al usuario que originó el inconveniente (envió el aporte originalmente).

### Corrección de comportamientos negativos
Los moderadores suelen tener el deber moral de crear un clima adecuado en el foro y o chat, y por tanto de avisar a los usuarios de que corrijan los malos comportamientos que puedan tener. Son mal vistos en los foros comportamientos como los reflotes, es decir, contestar a un tema tan antiguo que ya no tiene sentido, o la información dada ya es cosa del pasado. También se ve mal el floodeo (del inglés flood, inundación), lo que viene a significar enviar mensajes cortos e irrelevantes, o escribir varios mensajes seguidos.
Otro comportamiento muy mal visto por todos los foros y contra el que los moderadores deben luchar a toda costa es el trolleo o empeoramiento voluntario del correcto ambiente de discusión del foro. Asimismo, todas las faltas de respeto, amenazas y similares tienen la desaprobación de los moderadores.
Tampoco se ve bien usar el foro como un chat, es decir, utilizar un lenguaje abreviado a propósito (por ejemplo, escribir "k" en vez de "que", o abreviaciones similares como "qtl" en lugar de "¿Qué tal?") y enviar mensajes poco relevantes.

## Tipos de moderadores
Se les diferencia por las posibilidades de moderación de que disponen.
- Moderador estándar o auxiliar: se trata de usuarios que moderan en uno o más foros dentro de la comunidad, pero nunca los moderan todos. "Moderador" es la palabra genérica para denominar también a todo usuario que modera los foros, sea moderador o supermoderador (explicado a continuación).
- Supermoderador: denominados también moderadores globales, moderadores totales... etc. Estos usuarios moderan en todos los foros de la comunidad.
- Administrador: el administrador (abreviado, "admin") tiene acceso a todas las funciones de moderación. En algunos casos los moderadores y supermoderadores no pueden acceder a funciones avanzadas como el baneo por IP, el baneo de usuarios y censurar palabras. El administrador modera por defecto en todos los foros y tiene acceso a este tipo de funciones.

## Privilegios en los distintos softwares
Dependiendo del software utilizado, los moderadores pueden acceder o no a diversas funciones.
- PhpBB: Un moderador puede buscar IPs de usuario. También puede mover, cerrar y eliminar temas, y separar mensajes de un tema y crear uno nuevo con esos mensajes. También se pueden editar los mensajes ajenos, borrarlos e incluso ver la dirección IP del miembro que ha realizado el mensaje.
- MyBB: En este software un moderador puede acceder a todo aquello que el administrador le permita. De serie, tienen acceso a las mismas funciones que en phpBB junto a la unión y separación de temas. Las opciones a las que un moderador puede acceder si el administrador lo permite (no relacionadas con la administración del foro) son la edición de perfiles de usuario, baneos y dar paso a mensajes en la cola de moderación.
- vBulletin: Los moderadores pueden acceder de serie a todo lo que en MyBB, tanto las características de serie como aquellas que requieren que el administrador lo permita manualmente.